# 매력
매력(魅力)은 사람을 끌어들이는 힘을 말한다. 외모에서부터 개인 취향인 옷차림까지 시각적, 정신적인 부분까지 포괄적인 항목에서 매력을 느낄 수 있다.

## 종류
- 대인 매력
- 신체적 매력
- 성적 매력

## 같이 보기
- 어트랙션